# Les Anglais
Les Anglais (Haitianisch-Kreolisch Zanglè) ist eine Gemeinde im Département Sud von Haiti.

## Geschichte
Die Gegend des heutigen Les Anglais wurde im Jahr 1774 von Briten besiedelt. Britische Truppen waren hochwillkommen, da die französische Kolonialmacht es durchsetzen wollte, die Sklaverei in der Region aufrechtzuerhalten. Mit dieser Haltung war Les Anglais ist die einzige Stadt im Süden, die auf der Seite von Toussaint Louverture blieb.
Nachdem sich die Briten nach Jamaika zurückgezogen hatten, wurde Les Anglais zu einem Militärposten ausgebaut und erhielt im Jahr 1881 den Status einer eigenständigen Gemeinde.
Im Jahr 1869 war Les Anglais von der Guerilla der Cacos überrannt worden.
Am 4. Oktober 2016 traf das Zentrum von Hurrikan Matthew bei Les Anglais auf die Küste Haitis und verursachte erhebliche Schäden.

## Lage und Beschreibung
Les Anglais liegt an der Küste des Karibischen Meers.
Neben dem Ortszentrum Ville des Anglais bestehen drei ländliche Gemeindebezirke:
1. Vérone mit Boco, Bon Pas, Cannette, Capoliette, Jambon und Nan Casse,
2. Edelin mit  Bacilier, Bois Cochon, Bois Délaï, Délabré, Mahotière-Piment, Pond-Bleu, Rossignol und Véronne sowie
3. Cosse mit Béléo, Chanterelle, Constant, Débouché, Fond-Charlemagne, La Chaine, La Visite, Les Anglais, Lima, Nan Cosse, Nan Pota, Nan Saint, Nan Digue, Pierre-Paul und Taquin.

Die Küstenstraße Route Départementale RD-25 führt durch die Gemeinde. In rund 77 Kilometern Entfernung ist im Osten Les Cayes zu erreichen, wo die RN-2 verläuft.
In der Gemeinde wird Fischfang im Meer und in dem Fluss Rivière des Anglais betrieben. Ein Hafen besteht nicht; die Boote der Fischer werden über den Strand ausgesetzt und eingeholt. Landwirtschaftliche Produkte sind vor allem Maniok, Wein und Tomatensoße.